# Forze armate e di polizia sammarinesi
Le forze armate e di polizia sammarinesi sono formate da corpi militari e civili, rappresentativi dell'indipendenza dello Stato sammarinese.

## Storia

### Le origini
Le prime ipotesi di un'organizzazione difensiva risalgono al 1126 (da una bolla di papa Onorio II). Primi elenchi di soldati sammarinesi risalgono al 1204 ma è del 1406 un documento che, con certezza, elenca un significativo numero di uomini cui erano affidati compiti di difesa e di ordine pubblico.
L'organizzazione si strutturava in:
- custodiae ("sentinelle", riorganizzata mese per mese) comprendeva coloro che avrebbero dovuto prestar servizio di guardia e per la vigilanza ordinaria delle difese (compresi i destinati agli spalti e per i turni alle porte di accesso);
- cernae (manipoli) composte da 10-12 uomini;
- dupli (riservisti);

Nel 1463 l'atto finale dell'ultima guerra combattuta dai sammarinesi a seguito della quale, con bolla pontificia, vennero assegnati a San Marino i castelli di Serravalle, Fiorentino, Montegiardino che erano parte dei domini dei Malatesta di Rimini e che vennero annessi, insieme a Faetano, alla Comunità di San Marino.
Nel 1543 l'esercito sammarinese venne riformato e suddiviso in:
- fanti (che costituivano il corpo scelto), cui competeva l'effettiva difesa militare dello Stato. Ad essi era affidata la guardia principale, il controllo sulle cerne di guardia e la vigilanza delle porte del paese.
- cerne (ora per i soli compiti di guardia e sentinella).
- lartaleria precursore della futura artiglieria, non era ancora un vero e proprio corpo a sé stante.

È solo dalla metà del Settecento che prese inizio la moderna organizzazione delle forze armate della Repubblica. Nella seconda metà dell'Ottocento si provvide a un'ulteriore e nuova riorganizzazione dei corpi militari sammarinesi, pur tenendo fermo lo spirito delle tradizioni.

### Storia recente - il 1900
Il Novecento è stato sicuramente un secolo intenso e ricco di episodi e di mutazioni, per quanto concerne la struttura militare e di polizia di San Marino, in parte condizionati dalle due guerre mondiali e in parte da eventi storici, politici e culturali che hanno avvinto la Repubblica determinando, anche, la nascita e la soppressione di nuove formazioni e/o strutture militari e di polizia legate a specifiche situazioni e necessità.
Nel 1917 fu abolita la Squadra Uniformata della Guardia di Rocca salvo, poi, ripristinarla nel 1959, anno dal quale la nuova formazione, poi denominata Guardia di Rocca Nucleo Uniformato, ha subito una costante evoluzione sino a essere chiamata, come la gendarmeria, a espletare funzioni di polizia giudiziaria e con il particolare compito di vigilare sulle disposizioni doganali e leggi valutarie e finanziarie.
Costante è stato, invece, l'impegno della Guardia di Rocca Compagnia di Artiglieria che ha sempre ottemperato alla manutenzione dei cannoni e agli spari delle salve nelle circostanze richieste dai protocolli cerimoniali oltre ad accrescere il suo impegno nel supporto alla Gendarmeria per particolari esigenze di ordine pubblico.
Nel 1921, con l'organico della Gendarmeria ai minimi storici, in contrapposizione a diversi episodi malavitosi e nel mutevole clima politico, fu chiamato a prestare servizio in Repubblica (in accordo con il Governo italiano) un contingente dei Reali Carabinieri. Questi indossavano la tenuta ordinaria in panno grigio-verde (vecchio modello), uguale a quella in uso nel Regio Esercito italiano, ma con l'applicazione di alcuni distintivi caratteristici: venne aggiunta sulla giubba -sotto gli alamari- una mostrina dai colori bianco e azzurro e analogo distintivo venne anche applicato sulle manopole. Il fregio sul berretto era rappresentato da una fiamma uguale a quella dei RR.CC. ma con in mezzo la sigla RSM. Nell'espletamento del servizio e in particolare nelle operazioni di pattuglia, i Carabinieri erano spesso affiancati da Militi della Compagnia Uniformata delle Milizie: armati con il moschetto Mod. 91 da cavalleria i primi e con il Mod. 91 "lungo" i secondi.
I Reali Carabinieri cessarono definitivamente la loro presenza sul territorio il 2 febbraio 1936 quando, con una solenne cerimonia, avvenne lo scambio delle consegne alla finalmente ricostituita Gendarmeria sammarinese.
Per la meritevole attività svolta (con ottimi risultati), il Governo sammarinese conferì "… alla gloriosa Bandiera dell'Arma dei Carabinieri Reali d'Italia la Medaglia al Valor Militare di Prima Classe (Oro)…"
Nello stesso periodo (1924) fu istituito il Corpo della guardia forestale, gerarchicamente sottoposto al comandante della gendarmeria essendovi inquadrato. Nel dopoguerra il Corpo è passato a far parte dei servizi civili e con la denominazione di Guardie ecologiche attualmente dipende dall'Ufficio gestione risorse ambientali e agricole (UGRAA).
Durante il periodo fascista fu costituita, nel 1933, la Guardia Repubblicana che, seppure di ispirazione politica, è ascrivibile alla storia delle milizie sammarinesi in quanto, organizzata militarmente, i suoi componenti prestavano lo stesso giuramento degli appartenenti agli altri corpi militari ed erano anch'essi assoggettati al regolamento 27 maggio 1887 sulla disciplina per la Compagnia degli uniformati. Il Corpo introduceva elementi particolarmente significativi e nuovi sotto il profilo uniformologico. Le divise erano di un'estrema eleganza, accurate nel taglio e nei particolari. I soli Ufficiali avevano nella dotazione un pugnale, molto simile a uno "spadino", mentre i militi erano armati di moschetto Mod. 91 da cavalleria. Il Corpo fu sciolto il 4 agosto 1943, all'indomani della caduta del Partito Fascista Sammarinese. Interessante è notare la costituzione di un'organizzazione, di ispirazione militare, costituita di sole donne: probabilmente il primo esempio, in Repubblica, di partecipazione delle donne a una struttura di tipo militare (indossavano anch'esse un'uniforme e partecipavano a sfilate).
Ben altri episodi, però, hanno interessato la prima metà del Novecento.
A parte i numerosi sammarinesi volontari che, a più riprese, sono stati partecipi agli episodi storici che negli ultimi due secoli hanno interessato l'amica Italia (e i cui nomi sono in gran parte riportati nella lapide collocata nell'Ara dei volontari, a San Marino Città), la Repubblica è stata direttamente coinvolta in due eventi epocali.
Durante la prima guerra mondiale, la Repubblica di San Marino, Stato neutrale e non belligerante fu presente, sul fronte italo-austriaco, con l'efficiente e moderno ospedale da campo: l'Ospedale 74 della CRI. Nella seconda guerra mondiale, la Repubblica di San Marino, ancora una volta Stato neutrale e non belligerante, viene coinvolta nel conflitto trovandosi a ridosso della "Linea Gotica". All'avvicinarsi dei combattimenti, per meglio fronteggiare gli eventi che sarebbero occorsi, furono costituiti due corpi militari speciali:
La Milizia confinaria – Reparto distaccato per i servizi di confine, che fu determinante nel gestire il massiccio flusso di profughi (oltre 100 000) provenienti dalla vicina Italia e per la tutela dei cittadini dai rastrellamenti effettuati dalle forze germaniche e il Genio pompieri (costituito all'indomani del bombardamento alleato del 26 giugno 1944), con compiti che andavano dal servizio antincendio al ripristino dei servizi essenziali (acqua, luce, linee telefoniche, trasporto dei feriti) sino a provvedere allo sminamento del territorio, una volta che il fronte si era allontanato dai confini nazionali.
I due corpi cessarono il loro servizio nel 1946.
Nel dopoguerra venne istituito il Corpo della polizia urbana che, dopo vari passaggi, diventerà il Corpo di Polizia Civile.
Gli appartenenti al Corpo, che ha anche compiti di servizio antincendio e protezione civile, saranno autorizzati al porto dell'arma corta nel 1998.
Insieme alla polizia civile, i due corpi militari di polizia (gendarmeria e Guardia di Rocca Nucleo Uniformato) andranno a costituire ed essere parte integrante del Dipartimento di polizia, istituito nel 1994.
Lungi dall'essersi conclusa al 2013, si è in attesa di un generale riordino dei corpi appartenenti alle forze di polizia.
Come ultima citazione per il Novecento, la presenza, per oltre un ventennio alla fine del secolo, di un servizio di leva.

## La struttura attuale

### Organi di comando
- Congresso militare (CM): massimo organo militare della Repubblica. Presiede al servizio delle Milizie ed è Organo consultivo del Deputato alle Milizie che ne riveste anche le funzioni di Presidente.
- Comando superiore delle milizie (CSM): è l'ufficio cui fanno capo tutti i corpi militari della Repubblica e al cui vertice è il comandante superiore delle milizie.

Sono parte integrante del Comando superiore delle milizie:
- Stato maggiore (SM) – Comprende gli addetti allo stato maggiore, gli uditori militari, i cappellani militari.
- Servizio sanità militare – (SSM) Ha sede presso l'ospedale di Stato, diretta da un ufficiale medico e sotto la responsabilità di un ufficiale medico - capo servizio (entrambi ufficiali superiori). I medici che ne costituiscono l'organico sono tutti elevati alla posizione di ufficiale e vengono considerati, indipendentemente dal grado, addetti allo stato maggiore mentre gli infermieri sono tutti sottufficiali. Per le sole funzioni amministrative il SSM è aggregato alla Compagnia uniformata delle milizie.

### Corpi militari volontari
- Compagnia uniformata delle milizie (CUM): presta servizio nelle cerimonie ufficiali e collabora con la gendarmeria per servizi di ordine pubblico e sorveglianza.
- Banda militare (BM): istituita il 6 giugno 1843 con decreto del Consiglio Grande e Generale è costituita da 60 elementi ed è parte integrante della Compagnia Uniformata delle Milizie.
- Guardia del Consiglio Grande e Generale (GCGG): costituita nel 1740. Ha come compito prioritario quello di scortare e proteggere i capitani reggenti e i consiglieri nelle rispettive funzioni istituzionali. Le compete l'accompagnamento e la scorta di diplomatici, durante la cerimonia di presentazione delle credenziali, di membri di governi stranieri e dei capi di Stato ospiti della reggenza, l'effettuazione dei picchetti d'onore nelle sedi ove si svolgono cerimonie istituzionali. Gli compete inoltre, il servizio di guardia, durante le sedute del Consiglio Grande e Generale e Arengo, nonché l'alza e ammaina bandiera e la Guardia d'onore ai troni reggenziali.
- Guardia di Rocca Compagnia di Artiglieria (GRA): Istituita nel 1754. Provvede allo sparo delle salve di cannone nelle circostanze prescritte e collabora con la Gendarmeria per servizi di ordine pubblico e sorveglianza.

### Corpi di polizia professionale

#### a ordinamento militare
- Gendarmeria (GE): corpo di polizia a tutela dell'ordine pubblico costituita nel 1842; svolge compiti di sicurezza pubblica, polizia giudiziaria, investigativa, antidroga e polizia amministrativa. Dipende dalla Segreteria di Stato per gli affari esteri e politici e per l'ordine pubblico dalla Segreteria di Stato per gli affari interni e giustizia.
- Guardia di Rocca Nucleo Uniformato (GRNU): istituita nel 1754. Svolge compiti di polizia giudiziaria e ordine pubblico con un reparto denominato U.A.S. (unità anti sommossa); il servizio di controllo ai confini di Stato con poteri di polizia doganale, inoltre presidia il palazzo Begni sede della Segreteria di Stato delle finanze e degli affari esteri e il Palazzo Pubblico sede del Consiglio Grande e Generale, del Congresso di Stato e dei Capitani Reggenti.

#### a ordinamento civile
- Corpo della Polizia Civile: non è un corpo militare, ma in alcuni casi può coadiuvare la gendarmeria per esigenze di ordine pubblico; ha compito di vigilare sulla circolazione stradale ed esplica funzioni di disciplina civile, commerciale, tributaria, fiscale, annonaria, antincendio e di polizia giudiziaria.
- Ufficio centrale nazionale Interpol: dipende dalla Segreteria di Stato per gli Affari Esteri e ha al suo interno l'Ufficio centrale nazionale del falso monetario costituito nel 2013.

| Ente / Corpo / Unità                                   | Tipo     | Organico | Grado del comandante  |
| ------------------------------------------------------ | -------- | -------- | --------------------- |
| Congresso militare                                     | politico |          | Deputato alle Milizie |
| Dipartimento di Polizia                                | politico |          | Coordinatore          |
| Comando superiore delle milizie                        | militare |          | Generale              |
| - Stato Maggiore                                       | militare |          | Colonnello            |
| - Servizio sanità militare                             | militare |          | ufficiale superiore   |
| Compagnia uniformata delle milizie                     | militare | 80       | Capitano              |
| - Banda militare                                       | militare | 60       | Tenente               |
| Guardia del Consiglio Grande e Generale                | militare | 60       | Capitano              |
| Guardia di Rocca Compagnia di Artiglieria              | militare | 45       | Capitano              |
| Guardia di Rocca Nucleo Uniformato                     | militare | 40       | Capitano              |
| Corpo della gendarmeria della Repubblica di San Marino | militare | 90       | Colonnello            |
| Corpo della Polizia Civile                             | civile   | 104      | Comandante            |
| Ufficio centrale nazionale Interpol                    | civile   |          | Direttore             |

Non esiste servizio militare obbligatorio, ma tutti i cittadini dai 16 ai 60 anni possono essere arruolati, in caso di necessità. Tutti gli appartenenti ai corpi uniformati della Repubblica, sia volontari sia professionali, hanno lo status di militare e assumono la denominazione di "milite". Gli appartenenti al Corpo della gendarmeria sono, altresì, denominati "gendarme", quelli della Guardia di Rocca "guardia".
Le spese per la difesa ammontavano nel 2001 a circa 700 000 USD.

## Uniformi e gradi
I militi dei corpi militari sammarinesi sono dotati, di norma, di tre tipi di uniformi:
- alta uniforme
- uniforme di ordinanza
- uniforme da campo

L'uniforme è solo quella prescritta dai regolamenti e non sono consentite modifiche o l'aggiunta di accessori non previsti o autorizzati. L'uso delle uniformi è contemplato all'allegato 13 del Cerimoniale militare.
I gradi hanno la caratteristica tipica, nelle giacche e nelle marsine degli Ufficiali sammarinesi, di venire ripetuti sia sulla spallina sia sul paramano, con l'eccezione dell'uniforme da campo, in ossequio a un'antica tradizione. Quelli posti sulle spalline o controspalline (bordate con un filetto in oro o argento in ragione del Corpo di appartenenza) e sui tubolari, rispecchiano i gradi italiani (ma le "stellette militari" sono sostituite dalle "Tre Penne", la torre degli ufficiali superiori da una torre di diversa fattura); quelli sulla manica ripropongono, nella configurazione dei filetti (binari), i gradi italiani salvo sostituire il "rombo" (losanga) e "l'occhiello" (giro di bitta) con la presenza di 1, 2 o 3 torri (rispettivamente Ufficiali Inferiori, Ufficiali Superiori e per il grado di Generale, al di sopra della greca. Sulle controspalline il grado di generale è costituito dalla greca e tre "tre penne". Le insegne di grado dei graduati di truppa e dei sottufficiali sono identiche a quelle italiane, in rosso per i graduati, in argento o in oro per i sottufficiali.
il grado di maresciallo è presente nel solo Corpo della gendarmeria e ha corrispondenza con il grado di sergente maggiore aiutante, esistente nella sola Guardia di Rocca nucleo uniformato (per affinità di competenze poiché entrambi corpi professionali di polizia).
Il colore dei gradi, degli alamari e dei bottoni è:
- argento per la Compagnia uniformata delle milizie e la Gendarmeria;
- oro per il Comando Superiore delle milizie, la Guardia del consiglio G.G., la Guardia di Rocca e il Servizio sanità militare.

I bottoni, in metallo bombato, riportano tre penne affiancate diritte. Identici bottoni sono utilizzati anche sulle uniformi della polizia civile (dorati) e per le guardie ecologiche (argentati).
Polizia civile, invece, usa le qualifiche dei ordinamenti civili (agenti, sovrintendenti, ispettori, ...).

## Segni distintivi militari

Le Tre Penne militari, simbolo di appartenenza ai Corpi militari sammarinesi

I segni distintivi dei Corpi militari sammarinesi sono:
- le Tre Penne: segno distintivo dello status di militare sono le "Tre Penne" unite al centro e in circolo, indossate come segno caratteristico su tutte le uniformi (compresi i baveri di giubbotti e cappotti); a sé stanti o ricomprese nelle mostrine, sono inoltre presenti negli alamari nonché sulle spalline degli ufficiali a identificarne il grado;
- lo scudetto: sulla manica sinistra della giacca delle uniformi d'ordinanza e da campo di tutti i militari, è apposto uno scudetto a fondo rosso con lo stemma militare della Repubblica, con l'eccezione di quelle indossate dagli ufficiali membri del Congresso militare, degli appartenenti alla gendarmeria e della banda militare che lo sostituisce con uno scudetto riproducente la cetra.
- la sciarpa: gli ufficiali, quale segno distintivo, indossano, nelle circostanze previste, una sciarpa a righe bianco-azzurra con nappe terminali dello stesso colore.

## Vertici e comandanti delle forze armate sammarinesi
I corpi militari sono posti sotto la suprema autorità dei capitani reggenti pro tempore, del Consiglio Grande e Generale, del Deputato alle Milizie e del Congresso Militare.
- Capitani reggenti
- Deputato alle milizie: Pasquale Valentini - segretario di Stato per gli Affari Esteri
- Comandante superiore delle milizie: generale Corrado Carattoni
- Compagnia Uniformata delle Milizie: capitano Stefano Volpinari
- Guardia di Rocca Compagnia di Artiglieria: capitano Maurizio Andruccioli
- Gendarmeria: colonnello Maurizio Faraone
- Guardia di Rocca Nucleo Uniformato: comandante capitano Massimo Ceccoli
- Guardia del Consiglio Grande e Generale: comandante capitano Leonardo Simoncini
- Corpo della polizia civile e protezione civile: comandante dott. Verter Selva
- Ufficio Centrale Nazionale INTERPOL: direttore dott. Maurizio Faraone

## Sedi forze armate sammarinesi
- Congresso militare: quartiere delle Milizie, contrada Omerelli 14, San Marino
- Comando superiore delle milizie: quartiere delle Milizie, contrada Omerelli 14, San Marino
- Compagnia uniformata delle milizie: quartiere delle Milizie, contrada Omerelli 14, San Marino
- Gendarmeria: viale J.F. Kennedy 11, San Marino
- Interpol e UCFMSM: viale J.F. Kennedy 11, San Marino
- Guardia di Rocca Compagnia di Artiglieria: v.le A. Onofri San Marino
- Guardia di Rocca Nucleo Uniformato: via 28 Luglio 212, - Borgo Maggiore San Marino
- Guardia del consiglio grande e generale: quartiere delle Milizie, contrada Omerelli 14, San Marino
- Corpo della polizia civile e protezione civile: via della Carrare 50, - Murata San Marino

## Storia del servizio di leva a San Marino

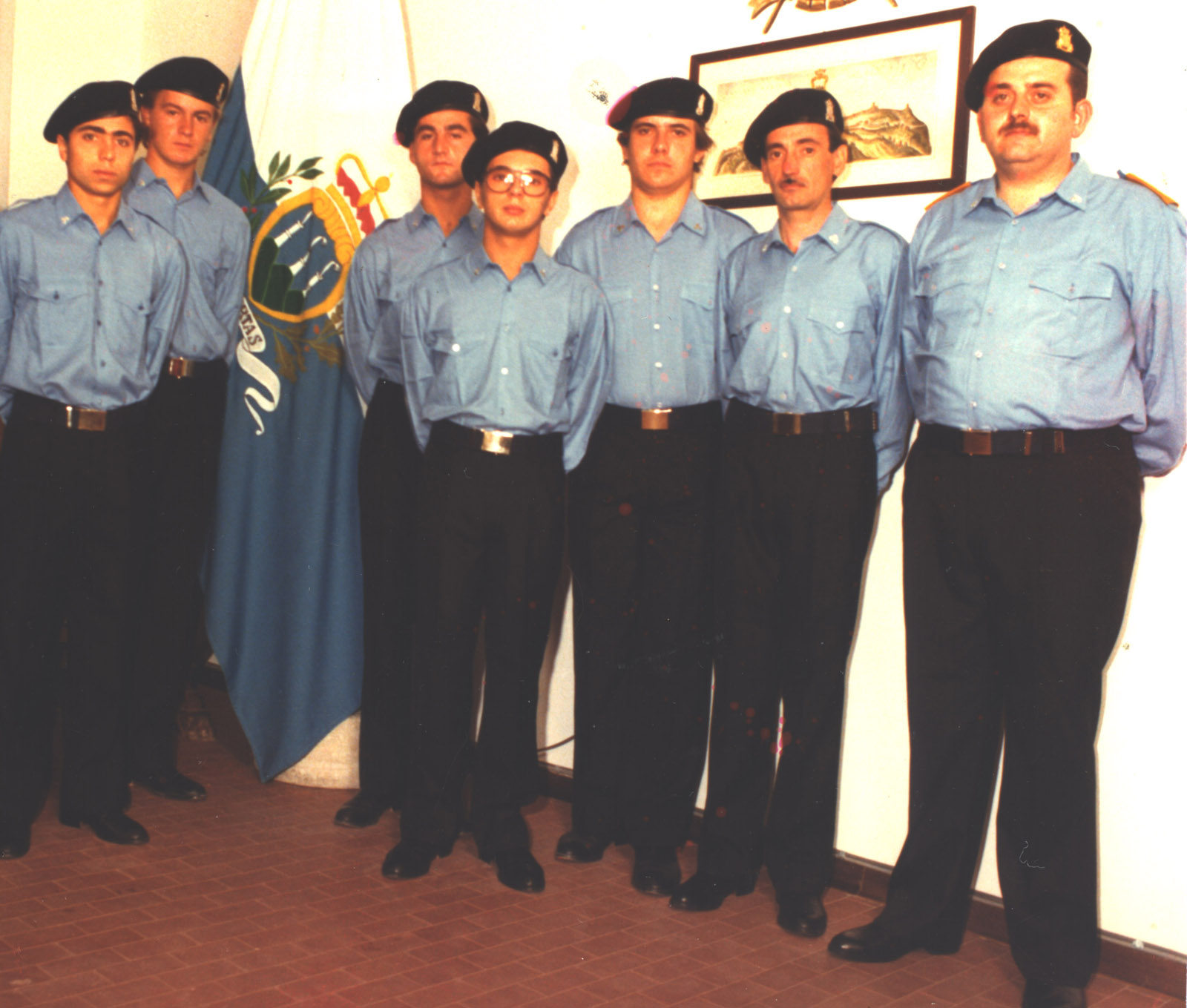
1°contingente del servizio leva di San Marino - Anno 1983

Pochi sono a conoscenza che in tempi recenti è esistito, a San Marino, un effettivo Servizio Leva nato a seguito dell'Accordo aggiuntivo alla Convenzione di Amicizia e di Buon Vicinato tra l'Italia e San Marino, tendente a sanare alcune particolari situazioni.
Il Servizio, integrato nella Compagnia Uniformata delle Milizie, fu avviato agli inizi del 1983 e vi erano indirizzate quelle persone titolari di doppia cittadinanza, sammarinese e italiana, residenti al di fuori del territorio sammarinese e che, dovendo espletare il servizio militare in Italia, chiedevano di prestare un analogo servizio a San Marino. Il Servizio di Leva ebbe termine nel 2005, all'indomani della sospensione, in Italia, del servizio obbligatorio di leva, con il servizio prestato dagli ultimi coscritti. Il Servizio Leva, nel corso degli anni, ha avuto diverse sedi tutte munite di alloggi e mensa. La divisa indossata dai Militi del Servizio Leva era la stessa della Compagnia Uniformata delle Milizie (ma non erano dotati dell'Alta uniforme), con alcune varianti, quali la dotazione del solo basco, mentre era diverso il fregio: al posto della granata a fiamma diritta con i due fucili incrociati, lo Stemma della Repubblica sotto il quale si incrociano due fucili.

## Ospedale di Guerra della Repubblica di San Marino
Presente sul fronte italo-austriaco nella prima guerra mondiale, designato come "Ospedale 74 della Croce Rossa", inizialmente aggregato al VII Corpo d'Armata, 3ª Armata, Compagnia di San Marino, fu una struttura d'eccellenza ed ebbe il plauso dei Reali e della massime autorità militari e civili italiane dell'epoca. L'ospedale fu visitato dal re Vittorio Emanuele III, dal duca e dalla duchessa d'Aosta nonché dalle più alte autorità. Andata persa la struttura a seguito della ritirata di Caporetto, lo stesso fu ricostituito in poco tempo, tornando alla piena operatività. Il personale, sammarinese, era però sottoposto al codice di disciplina militare italiano, con diritti e doveri conseguenti; indossava le uniformi con i gradi militari in uso nella Croce Rossa Italiana ma con un'importante concessione: l'applicazione, sulla manica sinistra, dello stemma della Repubblica di San Marino (che il personale mostrava con orgoglio, come si evince da alcune foto dell'epoca).
L'Ospedale era dotato di un'ambulanza derivata dalla trasformazione di un camion Ford, dono della Croce Rossa Americana per il tramite dell'Ambasciatore degli Stati Uniti d'America, S.E. Thomas Nelson Page.
Il celebre scrittore Ernest Hemingway, autore del famosissimo "Addio alle armi", sottotenente e conduttore di ambulanze della Croce Rossa Americana nel Regio Esercito Italiano, la notte fra l'8 e il 9 luglio 1918, a Fossalta di Piave, venne colpito dall'esplosione di un proiettile di mortaio austriaco (il minenwerfer), a seguito del quale fu soccorso e ricoverato presso l'Ospedale di Guerra della Repubblica di San Marino (in quel momento posizionato a Melma (ora Silea), nella villa Varetton), per poi essere trasferito, in treno, nell'ospedale della Croce Rossa Americana a Milano.
Al termine del conflitto, la Bandiera Bianco Azzurra della Repubblica, che per tutto il tempo aveva accompagnato l'Ospedale da campo, fu donata alla città di Trieste e sventolò, dal Palazzo del Municipio, accanto al Tricolore.

## Polizia Urbana - Vigili Urbani
Pur non essendo un corpo militare, i componenti del Corpo della Polizia Urbana dovevano prestare giuramento "… con le stesse modalità previste dal Regolamento del Corpo dei Gendarmi…" ed erano assoggettati al Regolamento di Disciplina Militare. Tale condizione mutò con il Regolamento del 1963 di istituzione del Corpo dei Vigili Urbani.
Causa un evento straordinario, con decreto della Reggenza l'intero Corpo dei Vigili Urbani, a mente dell'art. 21 della Legge 5 novembre 1963, n. 44, fu militarizzato per il periodo che andava dal 22 al 26 novembre 1965.

### Libri
- Gaetano Rossi, Armi ed Armati della Repubblica di San Marino, Pazzini industria grafica s.r.l. (in 3 volumi a cura della Commissione Nazionale Sammarinese per l'UNESCO), 1993-1999.
- Giuliano Giardi, L'Ospedale di guerra della Repubblica di San Marino. San Marino e la prima guerra mondiale, Seven Seas s.r.l., 2011.
- Ufficio di Segreteria del Comando Superiore delle Milizie, I Corpi Militari della Repubblica di San Marino, 2012.
- Comandi della Guardia di Rocca Artiglieria e Uniformata, La Compagnia di Artiglieria il Nucleo Uniformato della Guardia di Rocca, AIEP Editore, 2004.
- Comando della Compagnia Uniformata delle Milizie, La Milizia Sammarinese nei Secoli, Studiostampa - RSM, 2005.
- Alessandro Gentili, Repubblica di San Marino, uno Stato permanentemente armato, pubblicato su Report Difesa.it l'11 luglio 2017.

### Atti normativi
- Regolamento Organico e di Disciplina dei Corpi Militari - Legge 26 gennaio 1990, n. 15, modificata con Legge 19 dicembre 1991, n. 157 e con Legge 18 febbraio 1999, n. 28.
- Cerimoniale Militare - approvato dal Congresso Militare il 23 giugno 2000 e Delibera del Congresso di Stato n. 1 del 22 settembre 2003.